# Parque nacional Naciones Unidas
El Parque nacional Naciones Unidas es un área protegida situada en la zona 10 de Villa Nueva. Este parque arbolado cubre una superficie de 4,91 kilómetros cuadrados y se encuentra a 21 km al sur de la Ciudad de Guatemala,  en jurisdicción de Villa Nueva, al norte del Lago de Amatitlán dentro del Departamento de Guatemala. Es una de las últimas reservas naturales que quedan en el Área Metropolitana de Guatemala. Fue creado en el año 1955, por el Acuerdo Gubernativo 26-05-55 & 319-97.

## Historia
El Parque Nacional Naciones Unidas fue declarado “Parque Nacional” por Acuerdo Presidencial del 26 de mayo de 1955. Es uno de los Parques Nacionales más antiguos de Guatemala. Fue cedido en calidad de usufructo por 25 años a Fundación Defensores de la Naturaleza según acuerdo 319-97 del 22 de abril de 1997. Este acuerdo fue modificado por el Acuerdo 42-2007 y posteriormente según Acuerdo 124-2007, a través de estos acuerdos Fundación Defensores de la Naturaleza tiene bajo su administración 2,497,160.5896 Metros Cuadrados.

## Uso Recreativo
El parque es visitado por muchas personas debido a su cercanía con la ciudad ofreciendo vistas hacia el Volcán de Pacaya y el Lago de Amatitlán. Este destino protege el bosque de la zona y brinda espacios para la recreación familiar. Senderos, áreas de pícnic, réplicas de los templos de Tikal y del parque central de la Antigua Guatemala son algunos de los atractivos del lugar.
El Parque Nacional Naciones Unidas es un destino popular para el ecoturismo y ofrece diversas actividades recreativas. Entre las más destacadas están:
- Senderismo: Existen varias rutas bien señalizadas que permiten a los visitantes explorar diferentes áreas del parque, incluyendo caminos hacia los miradores y áreas boscosas.
- Miradores: El parque cuenta con varios miradores que permiten disfrutar de vistas panorámicas hacia el Lago de Amatitlán y los volcanes. El "Mirador Principal" es uno de los más populares.
- Zoológico Móvil: En ciertas épocas del año, el parque alberga pequeños zoológicos móviles, que ofrecen a los visitantes la oportunidad de interactuar con animales locales y aprender sobre la fauna de la región.
- Áreas de pícnic y juegos: Hay varias zonas habilitadas con mesas y parrillas para hacer picnics, así como áreas de juegos para niños, lo que convierte al parque en un excelente lugar para pasar un día en familia.
- Deportes al aire libre: El parque también cuenta con canchas deportivas y espacios abiertos para actividades como el fútbol, voleibol y juegos de mesa.

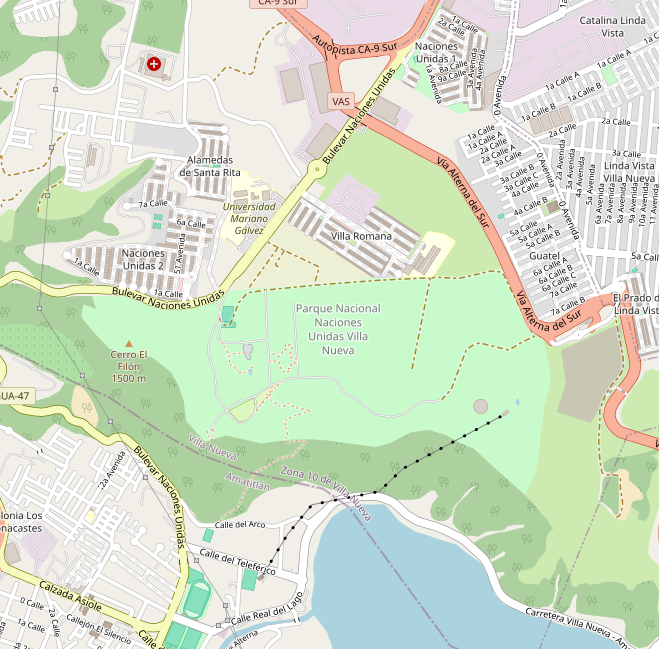
Ubicación del parque dentro del Área Metropolitana de Guatemala.

El parque es de fácil acceso desde la Ciudad de Guatemala, lo que lo convierte en un destino muy conveniente para los habitantes de la capital y sus alrededores. Los visitantes pueden llegar desde la Ciudad de Guatemala a través de la carretera CA-9 Sur, o por la Autopista VAS, que ofrece una conexión rápida. Además, quienes vienen desde Amatitlán pueden acceder al parque utilizando la carretera antigua, que también facilita la llegada al lugar. Está abierto al público todos los días, y la entrada tiene un costo módico, destinado al mantenimiento y preservación de las instalaciones. El parque ofrece servicios como baños, estacionamiento y áreas de descanso, lo que lo hace cómodo para los visitantes de todas las edades. Aunque es un parque muy visitado los fines de semana y días festivos, durante los días de semana es un lugar más tranquilo, ideal para quienes buscan una experiencia más relajante en la naturaleza.

## Flora y Fauna
Según monitoreos realizados en el parque, se ha confirmado la presencia de al menos 111 especies de aves, 11 especies de mamíferos, 36 especies de reptiles y 5 especies de anfibios.
Las especies de árboles y vegetación que se pueden identificar y que se encuentran bajo protección y monitoreo por las autoridades del parque son:
- Ciprés (Cupresus lucitanica)
- Pino (Pinus oocarpa)
- Cedro (Cedrella tonduzi)
- Níspero (Eriobotrya japónica)
- Aguacate (Persea americana)
- Guayaba (Psidiun Guajava )

El parque también es un lugar privilegiado para la observación de aves, siendo hogar de especies tanto residentes como migratorias. Algunas aves comunes incluyen especies de colibríes, halcones y pequeños pájaros cantores. Durante las épocas de migración, el parque se convierte en un punto de descanso crucial para aves que viajan largas distancias, lo que subraya su importancia en los corredores migratorios regionales.
El parque también alberga una rica variedad de insectos, que desempeñan roles fundamentales en la polinización, la descomposición y el control biológico de plagas. Las mariposas y las abejas son algunos de los insectos más visibles, y su presencia subraya la salud de los ecosistemas florales. Además, los hongos y otras formas de vida del suelo contribuyen a la descomposición de materia orgánica, fertilizando el suelo de manera natural.

### Conservación

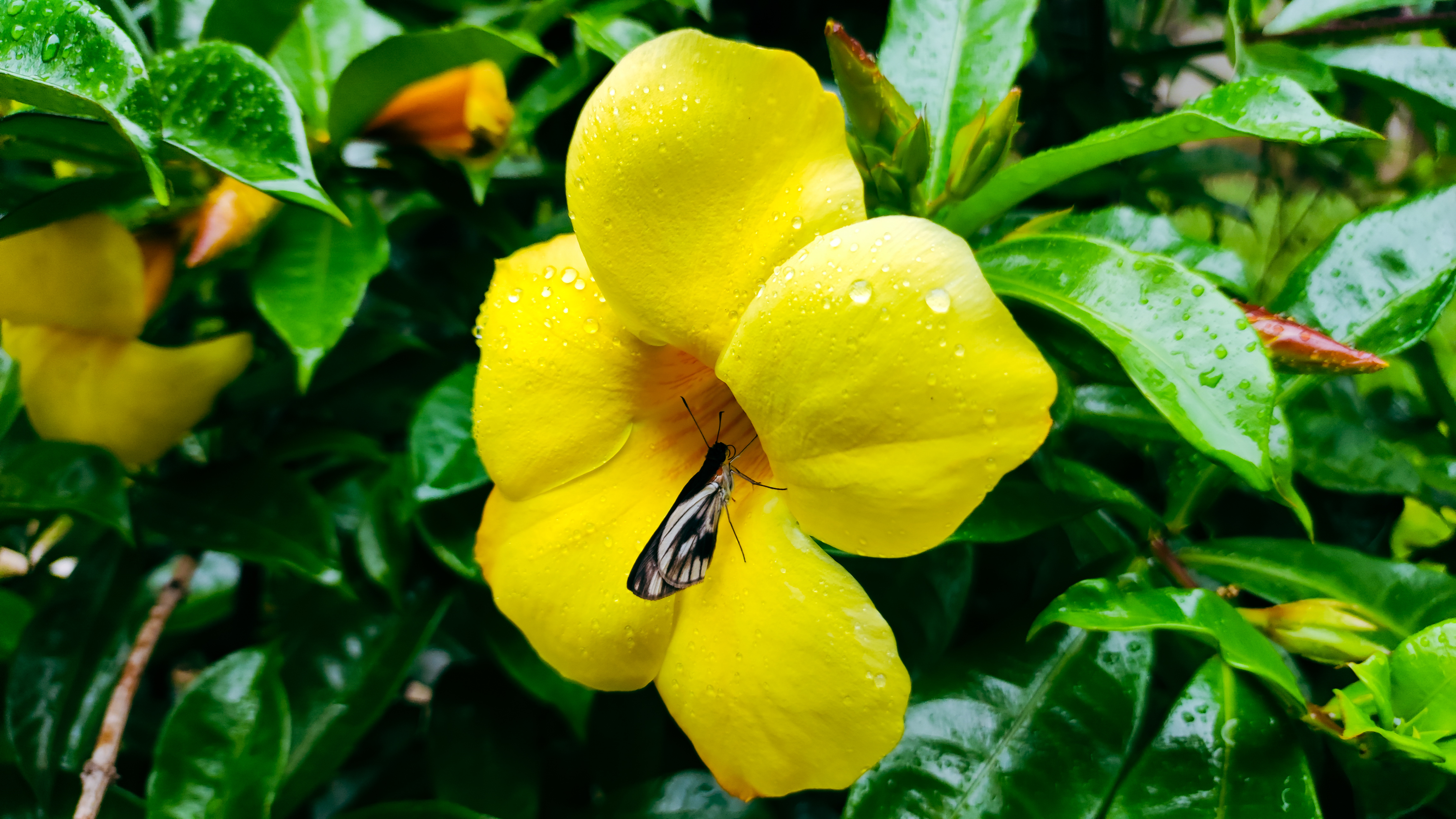
Este espacio verde sigue siendo un refugio para muchas especies de flora y fauna.

El enfoque en la conservación es uno de los aspectos más destacados de la gestión del Parque Nacional Naciones Unidas. Desde su creación en 1955, el parque ha tenido como misión la preservación de sus ecosistemas y la educación ambiental de la comunidad. A lo largo de los años, se han implementado diversas estrategias para conservar y proteger tanto la flora como la fauna del área,  entre las que destacan:
- Reforestación: Uno de los principales esfuerzos de conservación en el parque ha sido la reforestación. Dado que Guatemala ha sufrido altas tasas de deforestación, la reforestación es crucial para restaurar los ecosistemas dañados, mejorar la calidad del aire y proteger el suelo. En el Parque Naciones Unidas se llevan a cabo proyectos de plantación de árboles nativos, con el objetivo de regenerar los bosques y proporcionar hábitats para la vida silvestre. La participación de escuelas, voluntarios y organizaciones ambientales en estos proyectos ha sido clave para su éxito.

- Protección de la fauna: El parque también se esfuerza por proteger las especies de fauna que habitan en él. La vigilancia y el monitoreo de las especies se realizan de manera regular para asegurarse de que no existan actividades ilegales, como la caza furtiva o la captura de animales. Además, se han establecido programas de sensibilización para los visitantes, enfatizando la importancia de respetar los hábitats de los animales y evitar prácticas que puedan afectar negativamente a la vida silvestre.

- Gestión de desechos y sostenibilidad: Otro aspecto importante de la conservación en el parque es la gestión sostenible de los recursos. Se han implementado programas para reducir el impacto ambiental de los visitantes, como la gestión adecuada de los desechos y la promoción de prácticas de "dejar sin rastro". El objetivo es que los visitantes puedan disfrutar del entorno natural sin causar daño al ecosistema. También se promueven actividades sostenibles, como el uso responsable del agua y la energía dentro del parque.

- Educación ambiental: La educación ambiental es uno de los pilares fundamentales en las actividades de conservación del parque. Se realizan talleres, charlas y recorridos educativos para que los visitantes, especialmente los jóvenes, aprendan sobre la importancia de la biodiversidad y las formas en las que pueden contribuir a la conservación. Estos programas buscan no solo crear conciencia sobre los problemas ambientales, sino también inspirar a las personas a ser agentes de cambio en sus propias comunidades.

- Colaboración con instituciones: El parque trabaja en colaboración con universidades, ONG’s y otras instituciones para llevar a cabo investigaciones científicas y monitorear el estado de los ecosistemas. Estos estudios son fundamentales para entender los cambios en la biodiversidad, identificar amenazas como especies invasoras o enfermedades, y desarrollar estrategias de manejo más efectivas.

El Parque Nacional Naciones Unidas es no solo un lugar de esparcimiento, sino también un símbolo de la importancia de conservar los espacios naturales en una región que ha sufrido una rápida urbanización. Su ubicación dentro del Área Metropolitana de Guatemala lo convierte en un ejemplo de cómo las áreas naturales pueden coexistir con el desarrollo urbano, ofreciendo un refugio verde para las futuras generaciones. Además, el parque contribuye al equilibrio ecológico al ser un hogar para diversas especies y al actuar como un pulmón que ayuda a mejorar la calidad del aire en la Metrópoli.

## Geografía y clima
El Parque Nacional Naciones Unidas está ubicado a una altitud que varía entre los 1,330 y 1,550 metros sobre el nivel del mar. Debido a su ubicación, presenta un clima templado, con temperaturas que oscilan entre los 16 y 22 grados Celsius durante el año. La vegetación del parque es diversa, predominando los bosques de pino y encino, que cubren gran parte de su extensión.
El terreno del parque es montañoso, lo que le otorga vistas impresionantes del paisaje circundante. Entre las atracciones geográficas más destacadas se encuentran varios miradores que ofrecen panoramas espectaculares del Lago de Amatitlán y de los volcanes Pacaya, Agua y Fuego.

## Galería

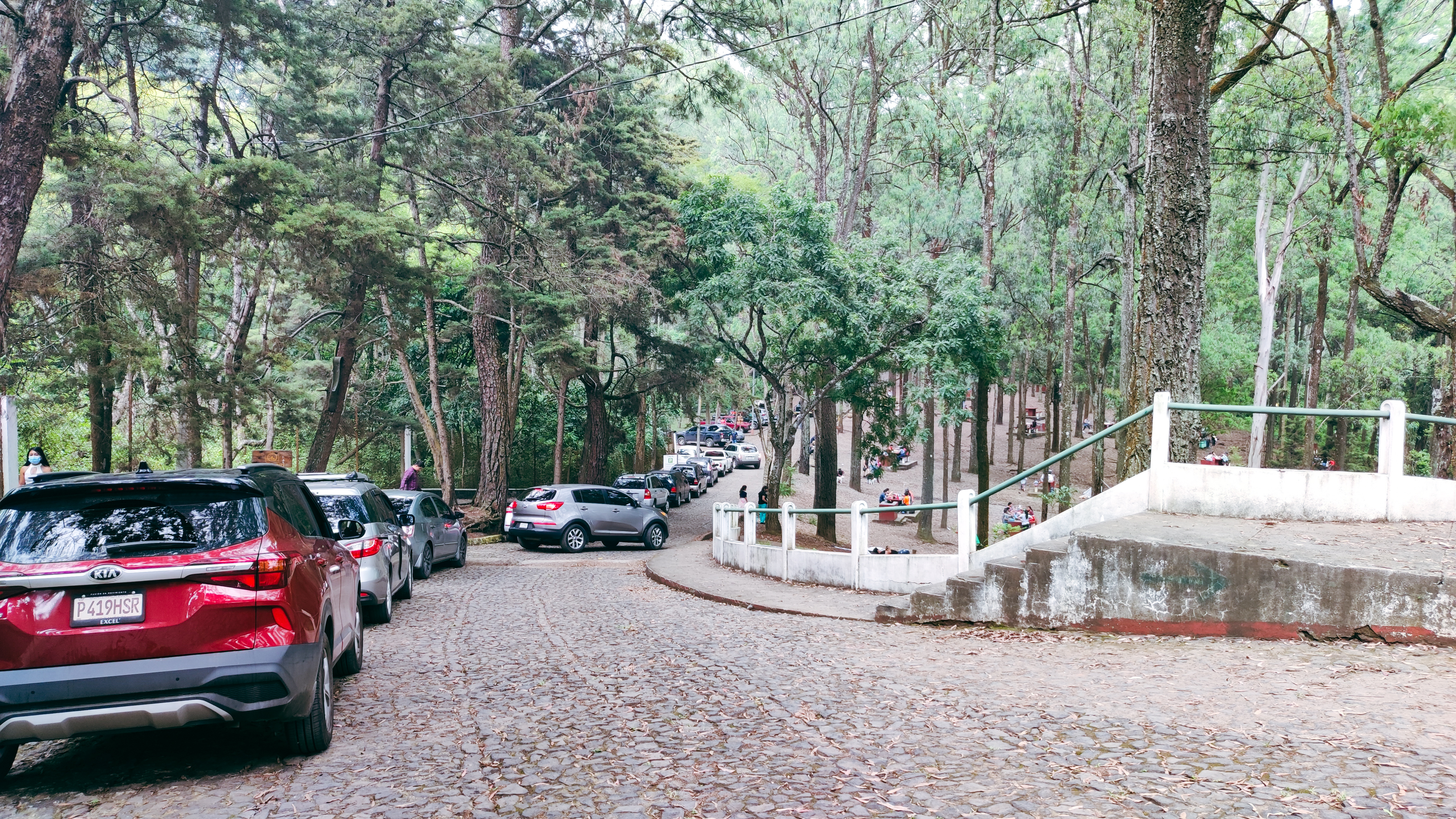
Vista de calle del interior del parque
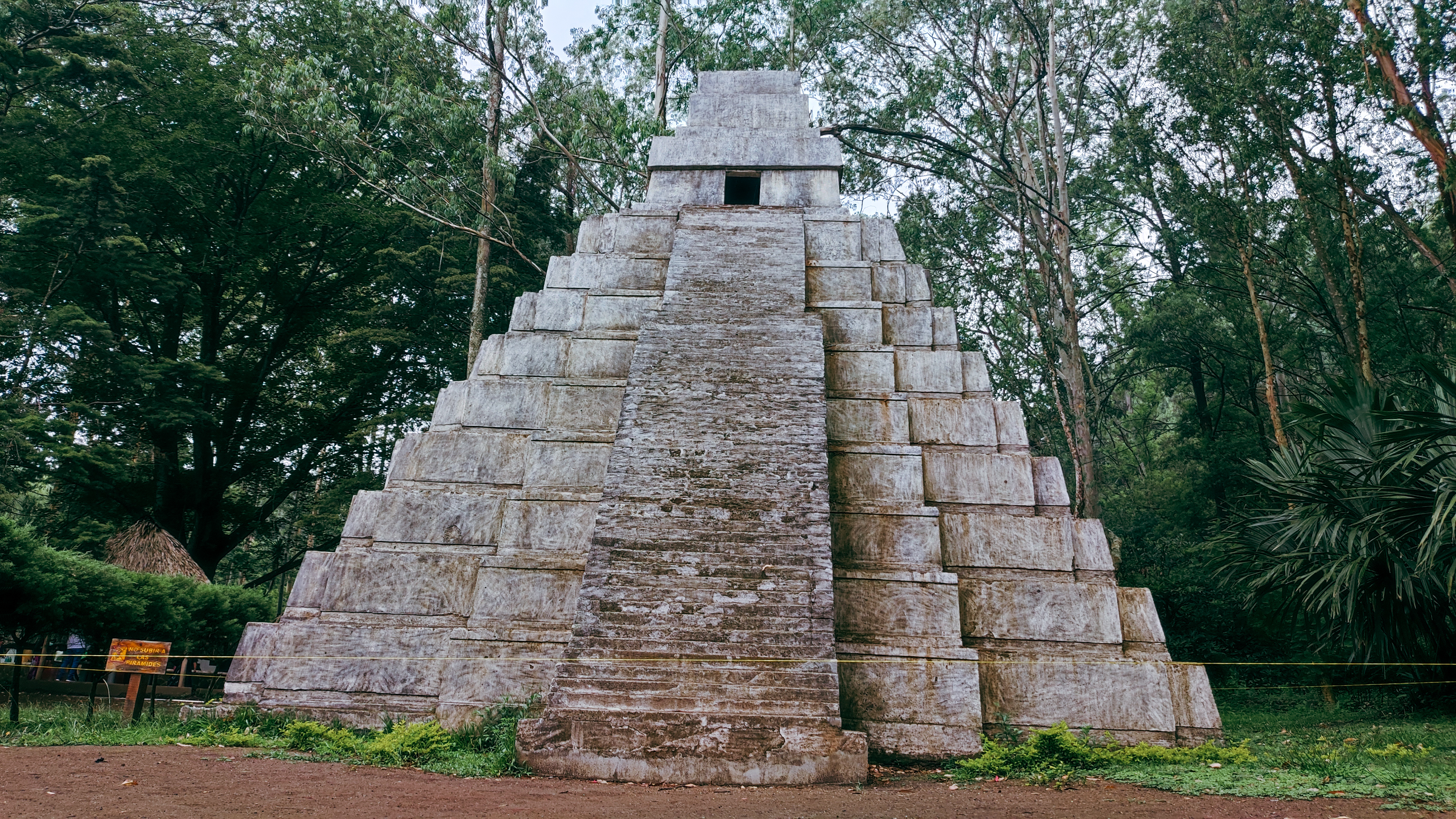
Réplica del Templo del Gran Jaguar
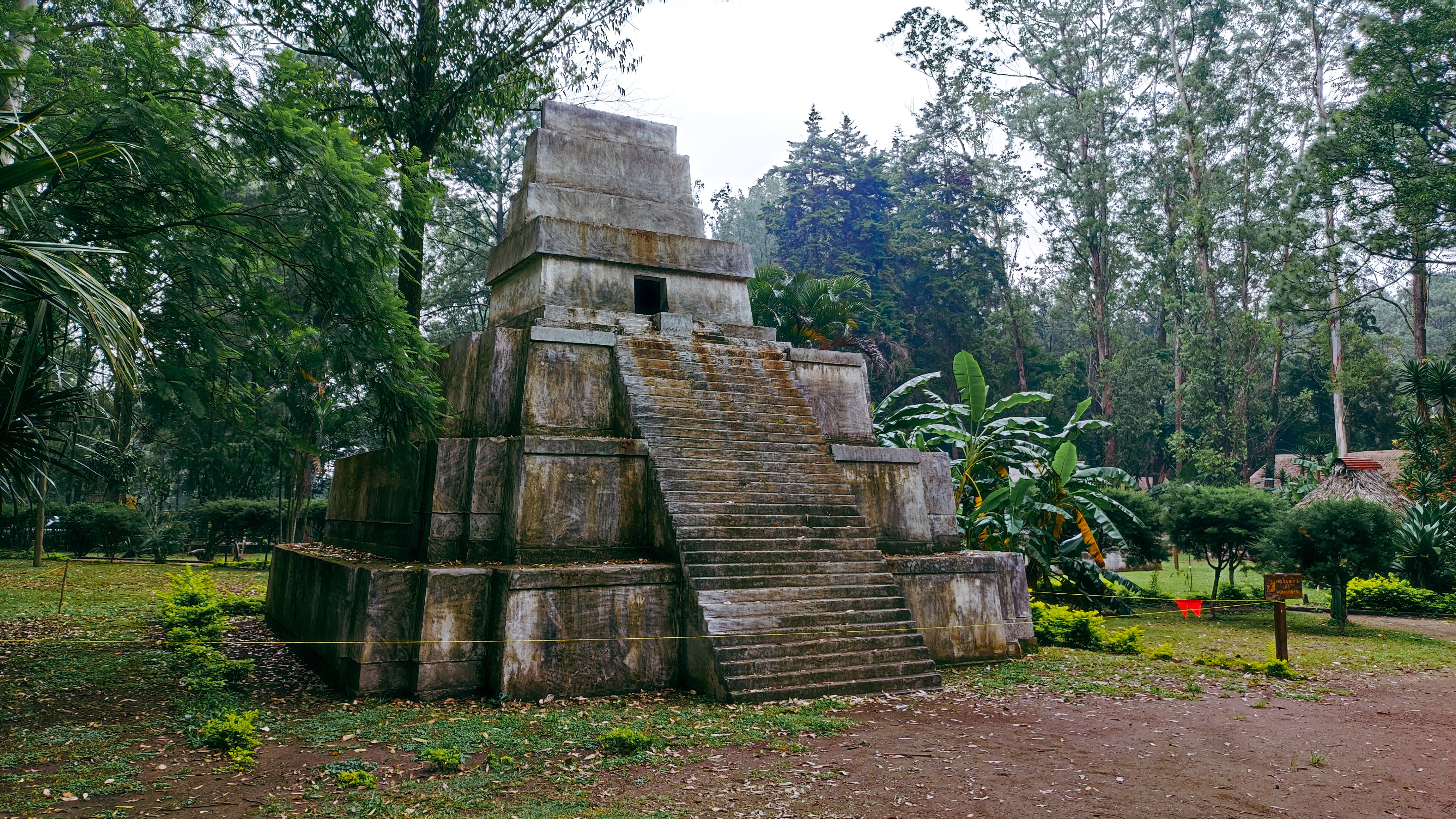
Réplica del Templo de las Máscaras
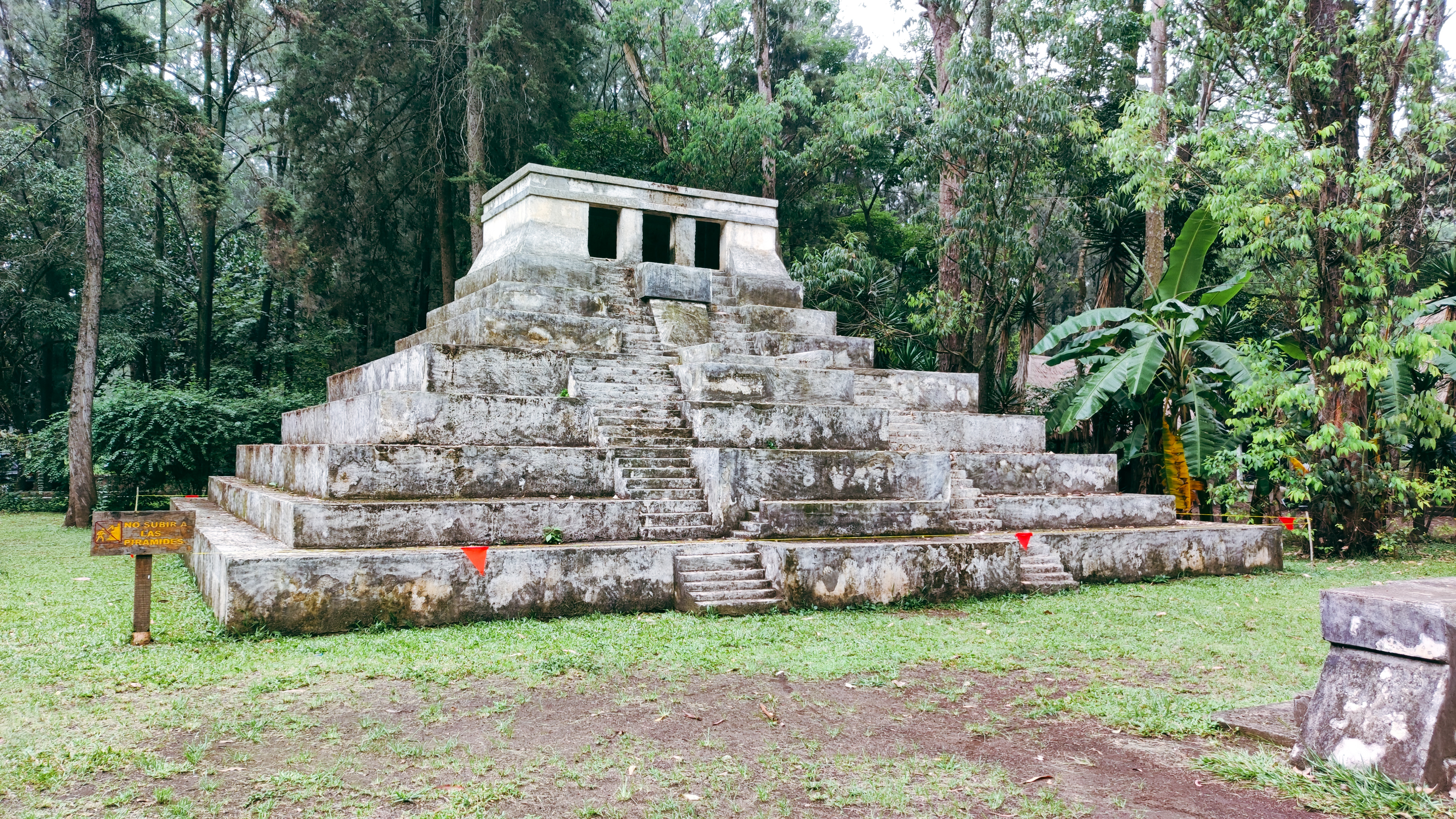
Réplica de la pirámide principal de Zaculeu
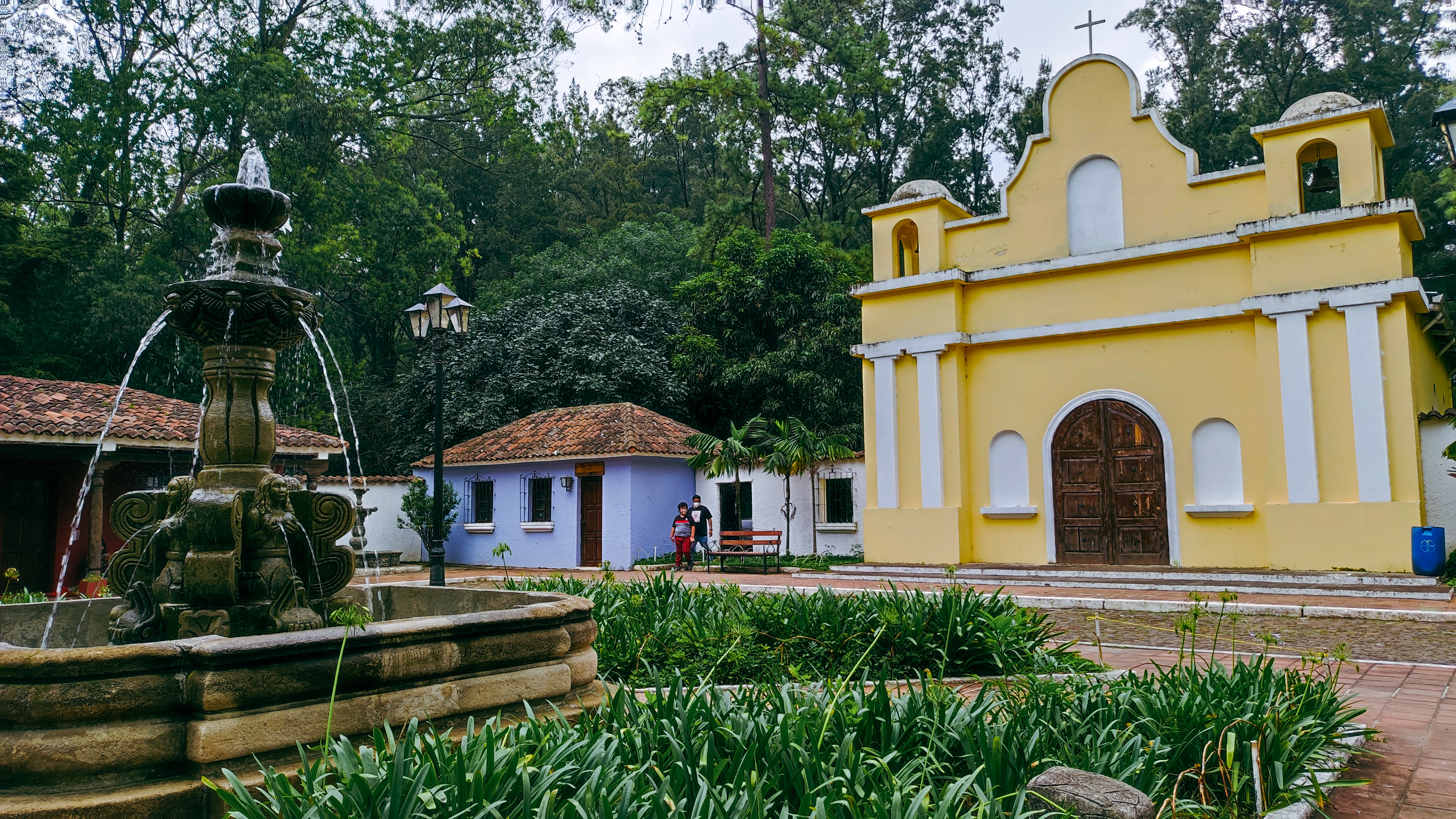
Plaza principal del parque
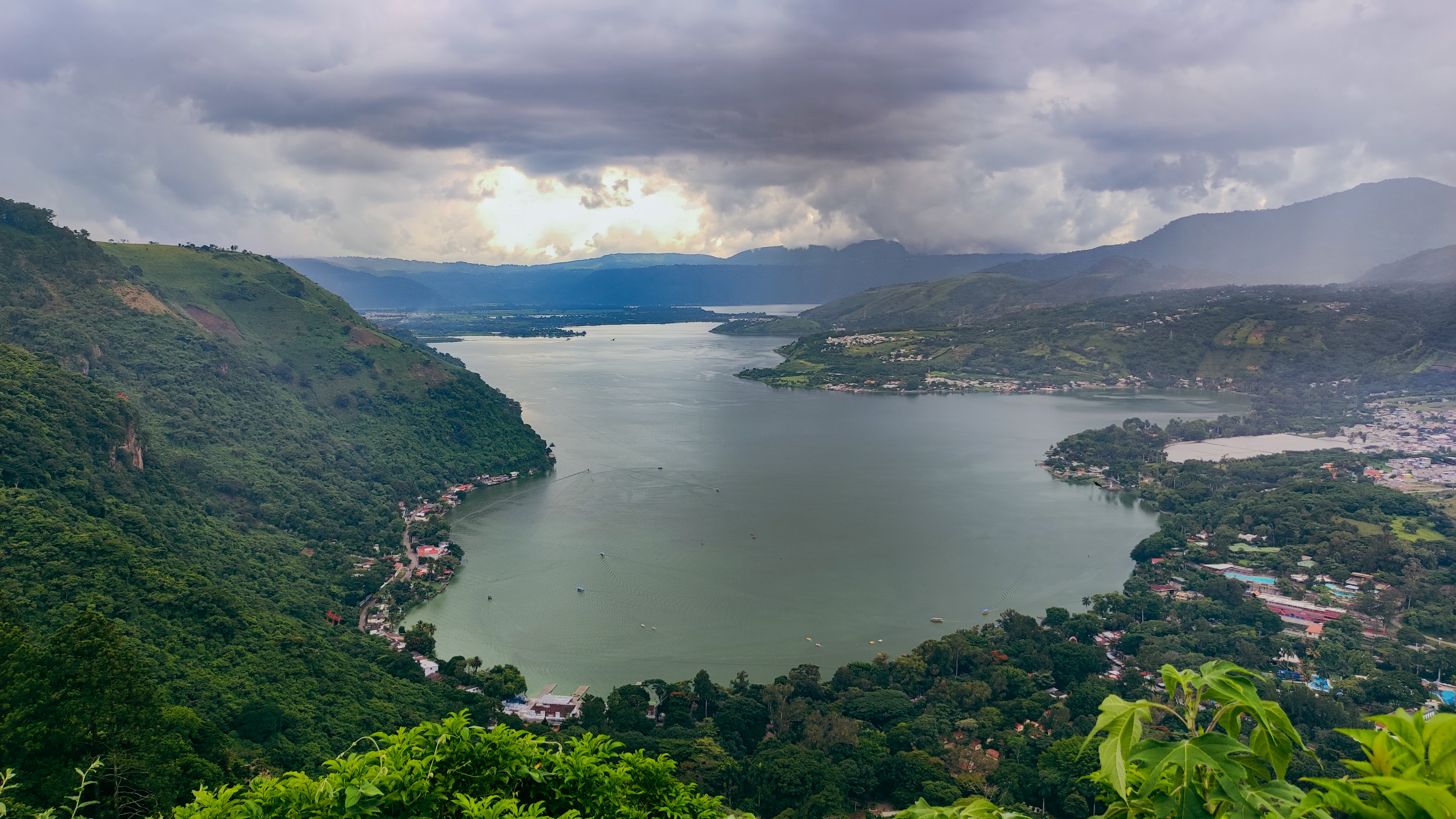
Vista al Lago de Amatitlán desde el parque
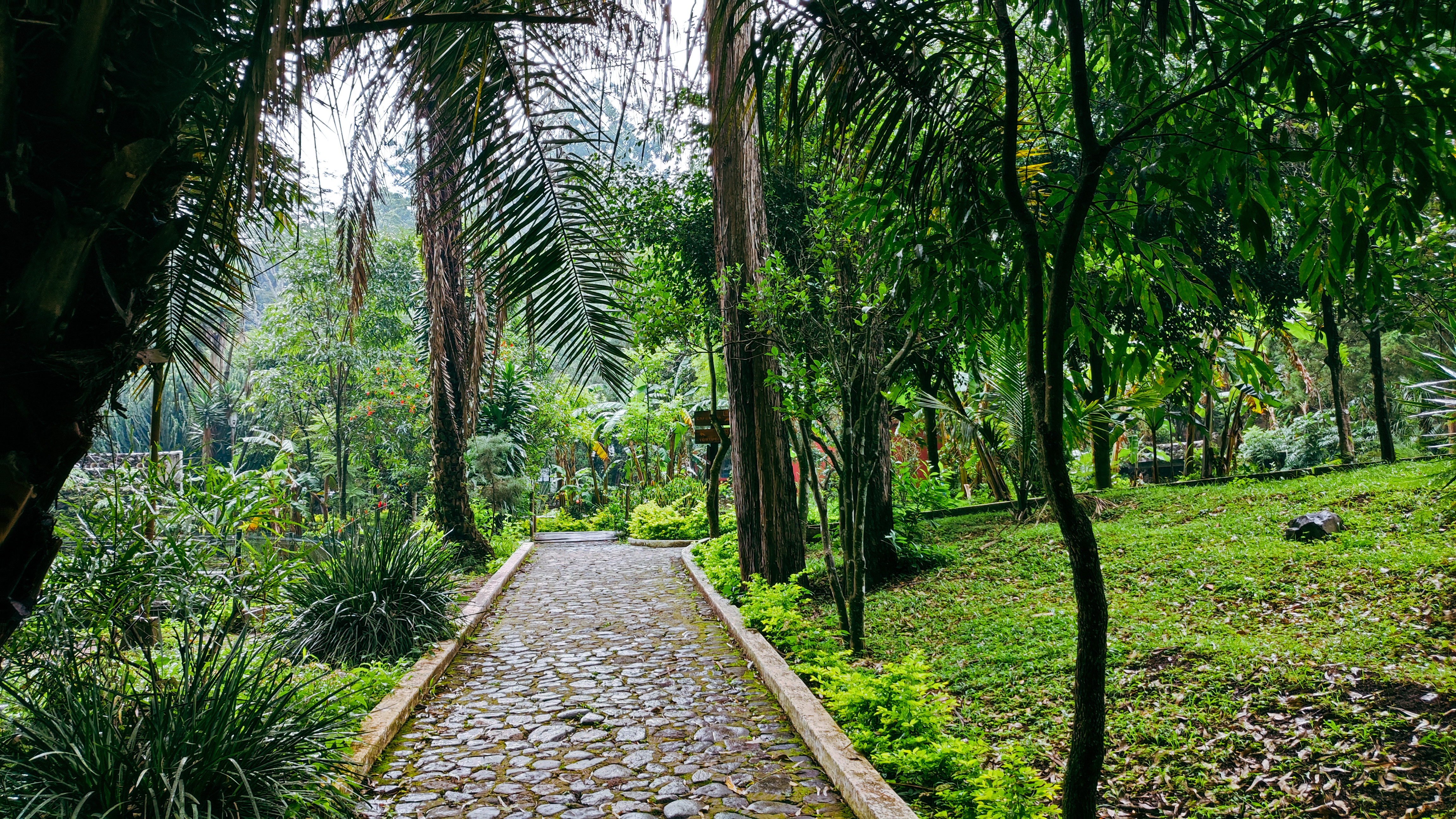
Senderos dentro del parque
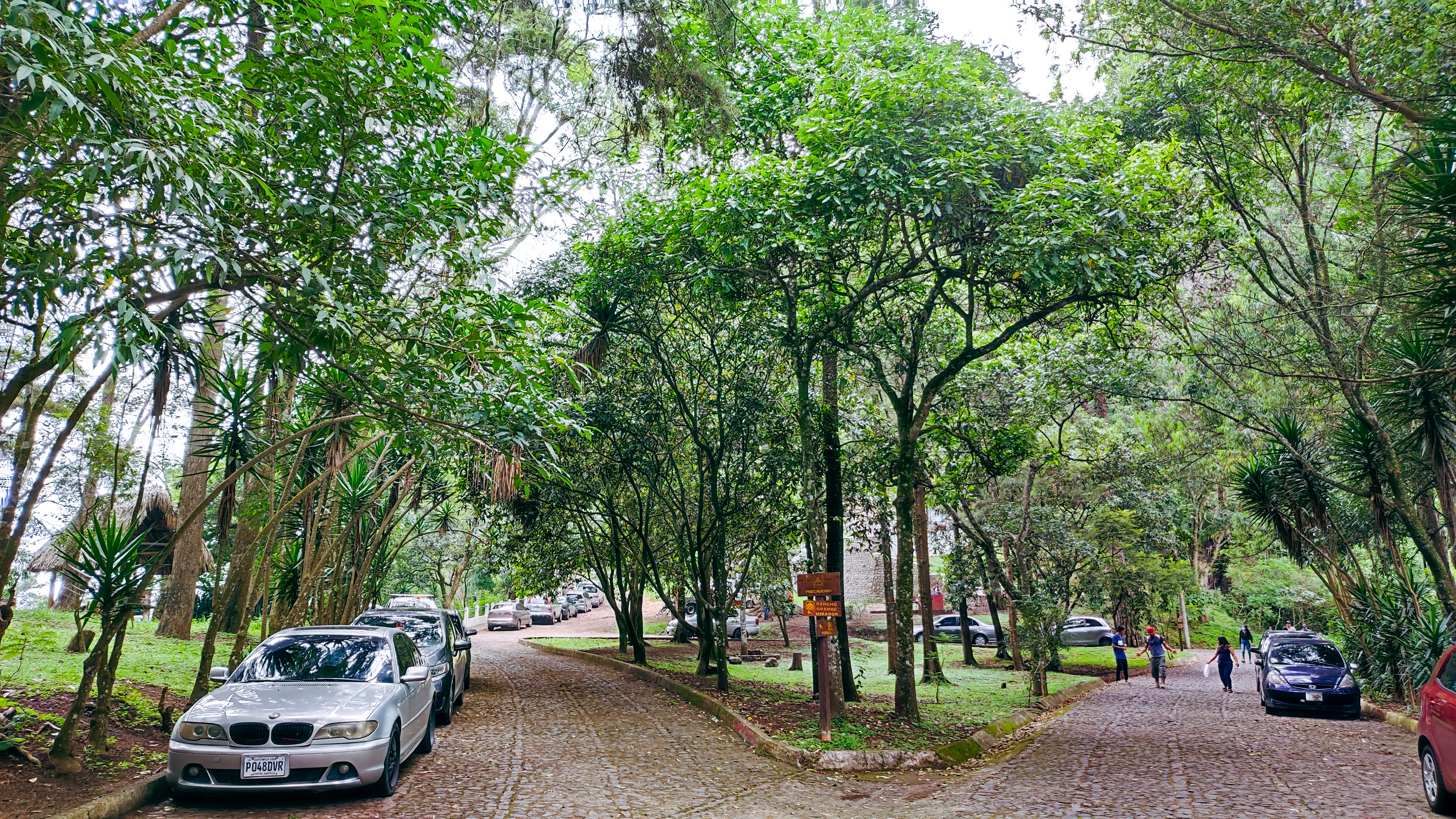
Vista de calle del interior del parque